# Steve McClaren
Stephen "Steve" McClaren, född 3 maj 1961 i York i North Yorkshire, är en engelsk fotbollstränare och tidigare fotbollsspelare. Sedan 2024 är McClaren förbundskapten för Jamaicas herrlandslag.
McClaren var förbundskapten för Englands herrlandslag i fotboll från 1 augusti 2006 till 22 november 2007 och efterträdde Sven-Göran Eriksson. Han hade kontrakt fram till 2010, men fick sparken efter att England missade EM 2008 efter förlust i de avgörande kvalmatcherna mot Ryssland och Kroatien. Han har även varit assisterande tränare i Manchester United.
I maj 2008 skrev McClaren kontrakt med nederländska FC Twente. Under sin första säsong i klubben slutade laget på andra plats i ligan och tog sig till final i den nederländska cupen. Nästkommande säsong vann Twente ligan och McClaren blev utsedd till ligans bästa manager. Trots framgångarna skrev han i maj 2010 kontrakt för att träna den tyska Bundesliga-klubben VfL Wolfsburg. I början av februari 2011 fick han dock sparken då laget låg på 12:e plats, en poäng från nedflyttningsposition.
Steve McClaren kom tillbaka som tränare i FC Twente början av januari 2012 men stannade här en kort tid. 2013 var han coach för Queens Park Rangers. 2013-2015 var Steve McClaren manager för Derby County. Den 10 juni 2015 utsågs Steve McClaren till manager för Newcastle United. Hans kontrakt var på tre år, men i mars 2016 blev McClaren avskedad.
Jamaicas fotbollsförbund utsåg 2024 McClaren till ny förbundskapten för deras herrlandslag. McClaren skrev på ett tvåårskontrakt, målet är att kvalificera Jamaica för VM 2026.